# Euràsia (1984)

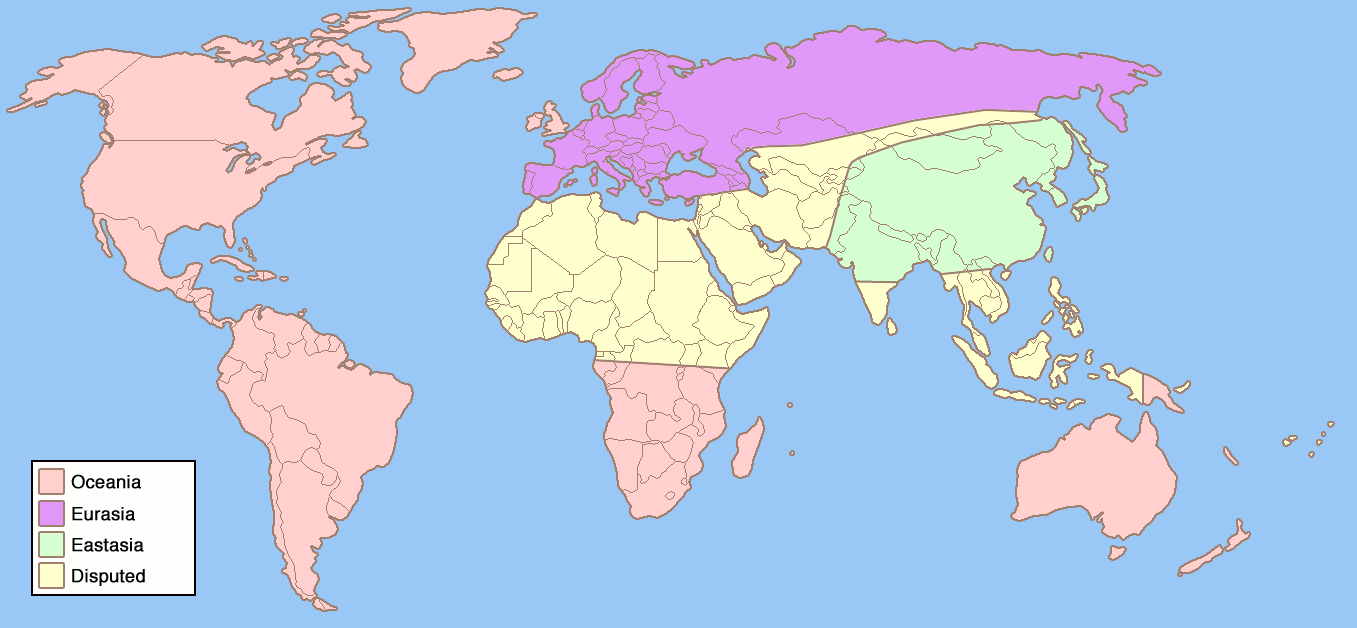
En aquest mapa es pot veure l'extensió territorial d'Euràsia acolorida en lila.

Euràsia és un dels tres superestats que queden món al futur distòpic presentat a la novel·la 1984 de George Orwell, juntament amb Oceania i l'Àsia Oriental.
Comprèn la major part de l'Europa continental, l'actual Rússia, i un territori variable a Manxúria, Mongòlia, el nord d'Àfrica i el Pròxim Orient. La ideologia política és el neobolxevisme, i se suggereix que va néixer a partir de l'expansió de la Unió Soviètica. La vasta extensió d'aquest estat actua com a defensa natural.
A l'inici del llibre, Euràsia està en guerra amb Oceania. Però segons el llibre d'Emmanuel Goldstein, la guerra no es pot ser entesa en el sentit tradicional, ja que sols existeix per trobar un ús per als recursos i mantenir la població a ratlla. La victòria per qualsevol dels dos bàndols no tan sols no és possible, sinó que no és desitjable.